# Filellum serpens
Filellum serpens is een hydroïdpoliep uit de familie Lafoeidae. De poliep komt uit het geslacht Filellum. Filellum serpens werd in 1848 voor het eerst wetenschappelijk beschreven door Hassall. 